# 가미이와미역
가미이와미역(일본어: 上石見駅)은 일본 돗토리현 히노군 니치난정에 위치한 서일본 여객철도 하쿠비 선의 철도역이다. 단선 · 섬식의 형태를 합친 2면 3선 구조의 복합 승강장을 갖춘 지상역이다.

## 타는 곳
| 1 | ■ 하쿠비 선 | 상행 | 니미 · 오카야마 방면 |               |
| 2 | ■ 하쿠비 선 | 하행 | 요나고 방면          |               |
| 3 | ■ 하쿠비 선 | 상행 | 니미 · 오카야마 방면 | 특급 대피선만 |

## 역 주변
- 가미이와미 우체국

## 역사
- 1924년 12월 6일 : 하쿠비 키타선(현재 하쿠비 선)이 쇼야마 역부터 연신했던 때에, 그 종착역으로서 개업.
- 1926년 12월 1일 : 하쿠비 키타선이 아시다치 역까지 연신, 도중역으로 한다.
- 1928년
  - 10월 25일 : 하쿠비 키타선이 하쿠비 선의 일부로 되어 그 소속이 되었지만, 같은 날에 의해 이 역부터 아시다치 역 방면의 열차 운행이 휴지.
  - 11월 25일 : 이 역 이남의 운행 재개.
- 1987년 4월 1일 : 일본국유철도 분할 민영화에 의해, 서일본 여객철도가 승계.

## 인접 역
| 서일본 여객철도 하쿠비 선 | 서일본 여객철도 하쿠비 선 | 서일본 여객철도 하쿠비 선 |
| ------------------------- | ------------------------- | ------------------------- |
| 니자토 오카야마 방면      | ■ 하쿠비 선               | 쇼야마 호키다이센 방면    |